# Árbol perdido

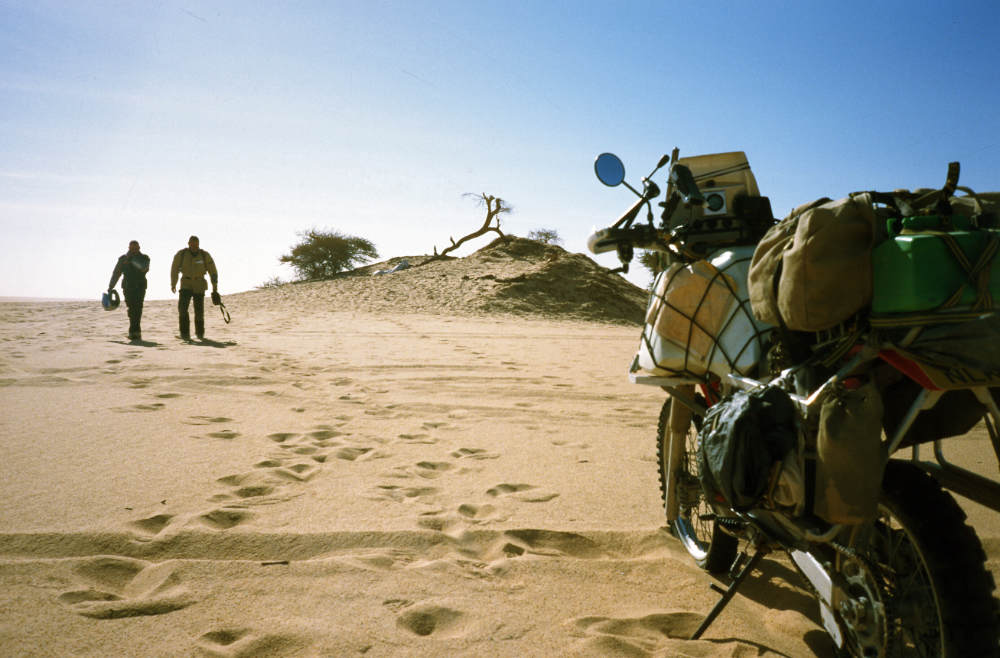
Motociclistas acercándose al árbol, 2003

El árbol perdido, también conocido como Árbol de Thierry Sabine, es un árbol relicto aislado en la región de Ténéré del Sahara en el noreste de Níger .
El árbol es una acacia en un montículo de sus raíces expuestas y que todos los años es despojado por los viajeros que pasan en busca de leña. A pesar de su pequeño y disminuido estado, es un importante punto de referencia visual en la desolada ruta entre Adrar Bous, en las montañas del norte de Aïr, y el puesto avanzado de Chirfa, en el borde de la meseta de Djado. 

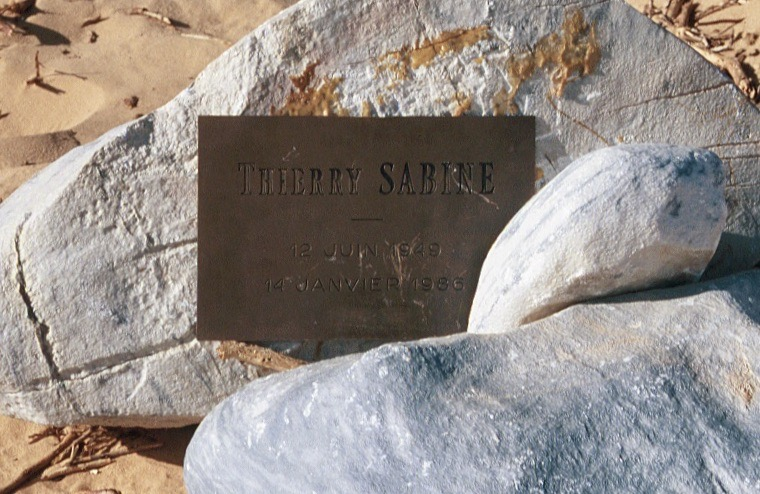
Placa conmemorativa de la muerte de Thierry Sabine

Thierry Sabine, fundador del Rally Dakar que se celebró en África entre 1979 y 2007, murió en un accidente de helicóptero cerca de Tombuctú durante el rally de 1986. Sus cenizas fueron esparcidas en el árbol perdido. 
Los mapas de rally impresos después de su muerte fueron los primeros en llamarlo "Árbol de Thierry Sabine".